# مرادجان احمدعلیف
مرادجان احمدعلیف (انگلیسی: Murodjon Akhmadaliev؛ زادهٔ ۲ نوامبر ۱۹۹۴) بوکسور اهل ازبکستان است.